# Rally Villa de Llanes de 1986
El Rally Villa de Llanes de 1986, oficialmente 10.º Rally Villa de Llanes, fue la décima edición y la quinta cita de la temporada 1986 del Campeonato de España de Rally. Se celebró del 31 de mayo-1 de junio.

## Clasificación final
| Pos. | Piloto             | Copiloto            | Automóvil               | Tiempo    | Diferencia |
| ---- | ------------------ | ------------------- | ----------------------- | --------- | ---------- |
| 1.   | Salvador Servià    | Jordi Sabater       | Lancia 037 Rally        | 2:29:41.0 | 0.0        |
| 2.   | Beny Fernández     | José López Orozco   | Opel Manta 400          | 2:33:16.0 | +3:35.0    |
| 3.   | Josep Arqué        | Xavier Muntañola    | Opel Manta 400          | 2:34:23.0 | +4:42.0    |
| 4.   | Antonio Zanini     | Josep Autet         | Ford RS200              | 2:35:52.0 | +6:11.0    |
| 5.   | Borja Moratal      | Alfredo Rodríguez   | Peugeot 205 GTI 1.6     | 2:41:09.0 | +11:28.0   |
| 6.   | Josep Bassas       | María Pilar Mas     | Alfa Romeo Alfetta GTV6 | 2:41:13.0 | +11:32.0   |
| 7.   | Alfonso Loza       | Manuel Larrarte     | Opel Kadett GSI         | 2:46:51.0 | +17:10.0   |
| 8.   | Rafael Colomer     | Francisca Montaña   | Renault 5 GT Turbo      | 2:48:51.0 | +19:10.0   |
| 9.   | José Bernardo Pino | Cándido Marcos      | Ford Escort RS Turbo    | 2:49:42.0 | +20:01.0   |
| 10.  | Alfonso Sangrador  | José Luis Gutiérrez | Opel Corsa SR           | 2:49:57.0 | +20:16.0   |